# Liste des musées de l'imprimerie
Les musées de l'imprimerie réunissent les livres, anciens documents, machines et outils appartenant à l'histoire de l'imprimerie et des arts graphiques.

## Liste par pays
| Pays            | Ville                   | Nom du musée                                                                               | Site officiel                                                                              |
| --------------- | ----------------------- | ------------------------------------------------------------------------------------------ | ------------------------------------------------------------------------------------------ |
| Allemagne       | Mayence                 | Musée Gutenberg                                                                            | gutenberg.de                                                                               |
| Allemagne       | Offenbach-sur-le-Main   | Musée de Klingspor                                                                         | klingspor-museum.de                                                                        |
| Canada          | Ottawa                  | Musée des sciences et de la technologie du Canada                                          | sciencetech.technomuses.ca                                                                 |
| Canada          | Montréal                | Musée de l'imprimerie du Québec                                                            | museeimprimerie.org                                                                        |
| Chine           | Pékin                   | Musée de l'imprimerie de Chine                                                             | bwg.chinapublish.com.cn                                                                    |
| Chine           | Yangzhou (Jiangsu)      | Musée de la gravure de Chine de Yangzhou                                                   | yzmuseum.com                                                                               |
| Belgique        | Anvers                  | Musée Plantin-Moretus                                                                      | museumplantinmoretus.be                                                                    |
| Belgique        | Bruxelles               | Musée de l'imprimerie                                                                      | kbr.be                                                                                     |
| Belgique        | Evere                   | Musée de la typographie Henri Thomaes                                                      | typeand.press                                                                              |
| Belgique        | Thuin                   | Maison de l'imprimerie et des lettres de Wallonie                                          | maison-imprimerie.net                                                                      |
| Estonie         | Tartu                   | Musée TYPA de l'imprimerie et du papier                                                    | typa.ee                                                                                    |
| France          | Avignon                 | Musée Aubanel de l'imprimerie                                                              |                                                                                            |
| France          | Bordeaux                | Musée des métiers de l'imprimerie de Bordeaux                                              | bordeaux.fr                                                                                |
| France          | Charmont-sous-Barbuise  | Atelier-Musée de l'Imprimerie Les Amis de Gutenberg                                        | 2, rue du Château 10150 Charmont-sous-Barbuise animé par des bénévoles passionnés Facebook |
| France          | Condé-sur-Noireau       | Musée de l'imprimerie typographique                                                        | calvados-tourisme.com                                                                      |
| France          | Grignan                 | Colophon, Maison de l'Imprimeur                                                            | colophon-grignan.fr                                                                        |
| France          | Lyon                    | Musée de l'imprimerie et de la communication graphique                                     | imprimerie.lyon.fr                                                                         |
| France          | Malesherbes             | Atelier-musée de l'imprimerie                                                              | a-mi.fr                                                                                    |
| France          | Nantes                  | Musée de l'imprimerie de Nantes                                                            | musee-imprimerie.com                                                                       |
| France          | Saint-Léonard-de-Noblat | Le moulin du Got (musée de la papeterie et de l'imprimerie)                                | moulindugot.com                                                                            |
| France          | Ussel                   | Musée du pays d'Ussel (pôle imprimerie)                                                    | ussel19.fr                                                                                 |
| France          | Valréas                 | Musée du cartonnage et de l'imprimerie                                                     | vaucluse.fr                                                                                |
| France          | Vervins                 | Le Démocrate de l'Aisne (Visite de l'imprimerie du dernier hebdomadaire imprimé au plomb.) | http://democrate-aisne.fr                                                                  |
| Grande-Bretagne | Bradford                | Colour Experience (Bradford) (en)                                                          | sdc.org.uk                                                                                 |
| Irlande         | Dublin                  | Musée national de l'imprimerie (Dublin) (en)                                               | nationalprintmuseum.ie                                                                     |
| Japon           | Tokyo                   | Musée de l'Imprimerie                                                                      | printing-museum.org                                                                        |
| Pays-Bas        | Maastricht              | Musée de l'imprimerie                                                                      | drukmuseum.nl                                                                              |
| Pays-Bas        | La Haye                 | Musée Meermanno                                                                            | meermanno.nl                                                                               |
| Portugal        | Porto                   | Musée national de l'imprimerie (Porto) (pt)                                                | museudaimprensa.pt                                                                         |
| Suisse          | Bâle                    | Moulin à papier de Bâle                                                                    | papiermuseum.ch                                                                            |
| Suisse          | Fribourg                | Musée Gutenberg                                                                            | gutenbergmuseum.ch                                                                         |
| Suisse          | Chavannes-près-Renens   | Musée Encre et Plomb                                                                       | encretplomb.ch                                                                             |
| Suisse          | Lausanne                | Musée de la machine à écrire de Lausanne                                                   | perrier-sa.ch                                                                              |
| Tchéquie        | Kutna Hora              | Musée de l'imprimerie                                                                      | knihtiskarna.cz                                                                            |